# 1846 Bengt
1846 Bengt eller 6553 P-L är en asteroid i huvudbältet som upptäcktes den 24 september 1960 av den nederländsk-amerikanske astronomen Tom Gehrels och det nederländska astronomparet Ingrid van Houten-Groeneveld och Cornelis Johannes van Houten vid Palomarobservatoriet. Den är uppkallad efter den danske astronomen Bengt Strömgren.
Asteroiden har en diameter på ungefär 10 kilometer.